# Багли (Ајова)
Багли (енгл. Bagley) град је у америчкој савезној држави Ајова. По попису становништва из 2010. у њему је живело 303 становника.

## Демографија
Према попису становништва из 2010. у граду је живело 303 становника, што је -51 (-14.4%) становника више него 2000. године.
| Група             | 2000.       | 2010.       |
| Белци             | 330 (93,2%) | 274 (90,4%) |
| Афроамериканци    | 1 (0,3%)    | 0 (0,0%)    |
| Азијати           | 0 (0,0%)    | 1 (0,3%)    |
| Хиспаноамериканци | 21 (5,9%)   | 22 (7,3%)   |
| Укупно            | 354         | 303         |